# روز استقلال (فیلم ۱۹۸۳)
روز استقلال (انگلیسی: Independence Day) فیلمی است که در سال ۱۹۸۳ منتشر شد.

## بازیگران
- کاتلین کویینلان
- دیوید کیت
- دایان ویست
- فرنسیس استرنهیگن
- جوزف سومر
- برت رمسن